# Fernando Larrazábal Bretón

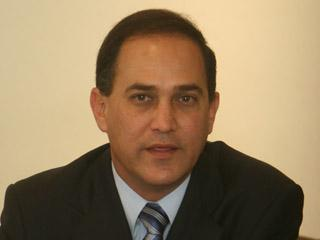
Fernando Larrazábal Bretón (2007)

Fernando Alejandro Larrazábal Bretón (* 11. August 1962 in Oaxaca) ist ein mexikanischer Politiker. Larrazábal ist Mitglied der Partido Acción Nacional. Von 2009 bis 2012 war er Presidente municipal des Municipio Monterrey, der Gemeinde um die Millionenstadt Monterrey im Bundesstaat Nuevo León. Schon zuvor, von 2000 bis 2003, war Larrazábal Presidente municipal des Municipio San Nicolás de los Garza, sowie zwischen 2006 und 2009 Mitglied im Kongress von Nuevo León.
Er hat einen Abschluss in Bauingenieurwesen vom ITESM Monterrey Campus.

## Familie
Anfang September 2011 wurde ein Video veröffentlicht, in dem sein Bruder Manuel Jonás Larrazábal bei der Annahme eines großen Geldbetrags in einem Casino zu sehen ist. Manuel Jonás Larrazábal wurde am 1. September verhaftet und ohne Anklage unter Hausarrest gestellt. Anfang November zog die Casino Red Company die Beschwerde zurück und er wurde ohne Anklage wieder entlassen.
Fernando Larrazabal ist verheiratet und hat drei Töchter.